# Misocosmus ceylanicus
Misocosmus ceylanicus är en tvåvingeart som först beskrevs av Jean-Jacques Kieffer 1912.  Misocosmus ceylanicus ingår i släktet Misocosmus och familjen gallmyggor.
Artens utbredningsområde är Sri Lanka. Inga underarter finns listade i Catalogue of Life.